# Piperrada
La piperrada és una preparació típica del País Basc, en especial les províncies de Guipúscoa i Lapurdi. És una salsa a base de pebrot de piquillo de color roig, tomàquet, ceba, pebrot verd i altres hortalisses sofregides que sol acompanyar carns com el pollastre. Els colors d'aquest plat recorden la ikurriña o bandera basca. Pot ser un entremès o un acompanyament, i s'hi sol afegir pernil, ou o all.
Gaudeix de certa fama com un reclam turístic a Lapurdi. El nom prové del basc piperra, que significa 'pebrot'.
Aquesta salsa, igual que el txilindron, són salses a base d'hortalissa que provenen de la cuina més casolana i tradicional. Ambdues salses tenen certa semblança a la samfaina o el pisto però en els dos casos els ingredients i les quantitats varien.